# Escalante (tổng)
Tổng Escalante là một tổng thuộc tỉnh Chubut ở Argentina.
Tổng này có dân số khoảng 143.000 người và diện tích 14.015 km², thủ phủ là Comodoro Rivadavia, cách thủ đô 1761 km.
Tổng này được đặt tên theo tiến sĩ Wenceslao Escalante, người giữ chức bộ trưởng nông nghiệp dưới thời tổng thống Julio A. Roca.

## Địa điểm nổi bật
- Autodromo Comodoro Rivadavia  Lưu trữ ngày 16 tháng 12 năm 2006 tại Wayback Machine

## Các khu định cư
- Caleta Córdoba
- Campamento El Tordillo
- Ciudadela
- Comodoro Rivadavia
- Diadema Argentina
- El Trébol
- Escalante
- General Mosconi
- Laprida
- Palazzo
- Rada Tilly
- Villa Astra
- Villa Ortiz
- Puerto Visser
- Bahia Bustamante
- Rocas Coloradas
- Comferpet
- Pampa del Castillo
- Pampa Salamanca
- Rio Chico
- Pico Salamanca
- Manantiales Behr